# 香港花卉展覽
香港花卉展覽（英語：Hong Kong Flower Show，縮寫：HKFS，簡稱：香港花展、花展），是香港康樂及文化事務署所舉辦的周年花卉展覽會，於每年3月假銅鑼灣維多利亞公園舉行。香港花卉展覽展出來自世界各地的花卉，並有本地、中國內地及海外園藝機構栽培的盆栽、花藝擺設及園景設計，更設有售賣花卉及其他園藝產品的銷售攤位，為世界各地的園藝愛好者提供賞花和交流種花經驗的良機。

## 沿革
前市政局於1968年至1986年間，曾於香港大會堂舉行「市政局花卉展覽」，而區域市政局亦有於新界參與「北區花卉展覽」，兩個市政局於1986年5月同意於1987年起改為聯合舉辦「香港花卉展覽」。首屆香港花展於1987年在沙田公園舉行，翌年則於維多利亞公園舉行，此後花展乃每年輪流在沙田公園及維多利亞公園舉辦。 直至2000年，香港特別行政區政府「殺局」，廢除市政局及區域市政局，花展遂由該年起改由康樂及文化事務署每年固定於維多利亞公園舉行。自2012年起，香港賽馬會慈善信託基金開始支持花展，並自2014年起成為花展主要贊助機構。
由於2019冠狀病毒病香港疫情持續，實體花展於2020年至2022年間暫停舉行。其中2021年的花展改為網上花展，先在全港十八區的公園設園林花圃，並同時設立專題網頁，讓市民透過虛擬導覽，360度欣賞各區20個東方與西方特色花圃和園林造景。 2023年，有鑑於疫情放緩，康文署宣布復辦花展，並於該年3月10日至3月19日在維多利亞公園舉行，以花形嬌美獨特的繡球花為主題花，並以「繡麗綻放、幸福滿載」為主題。

## 歷年資料
| 屆別   | 年份   | 舉行日期                                 | 舉行地點                                                 | 主題                   | 主題花         | 入場人次 |
| ------ | ------ | ---------------------------------------- | -------------------------------------------------------- | ---------------------- | -------------- | -------- |
| 1      | 1987年 |                                          | 沙田公園                                                 |                        |                | 55,000   |
| 2      | 1988年 |                                          | 維多利亞公園                                             |                        |                |          |
| 3      | 1989年 |                                          | 沙田公園                                                 |                        |                |          |
| 4      | 1990年 |                                          | 維多利亞公園                                             |                        |                | 323,000  |
| 5      | 1991年 |                                          | 沙田公園                                                 |                        |                |          |
| 6      | 1992年 | 3月6日至3月15日                          | 維多利亞公園                                             | 奇花異卉匯香江         | 萱草           | 350,000  |
| 7      | 1993年 | 3月19日至3月28日                         | 沙田公園                                                 | 花卉展競秀、生活更優悠 | 加多利亞蘭     |          |
| 8      | 1994年 | 3月17日至3月27日                         | 維多利亞公園                                             |                        | 大紅花         |          |
| 9      | 1995年 | 3月10日至3月19日                         | 沙田公園                                                 | 千色名花齊共賞         | 玫瑰           | 400,000  |
| 10     | 1996年 | 3月15日至3月24日                         | 維多利亞公園                                             | 春之頌                 | 黃劍鳳梨       | 480,000  |
| 11     | 1997年 | 3月14日至3月23日                         | 沙田公園                                                 | 世界花卉匯香江         | 兜蘭（拖鞋蘭） |          |
| 12     | 1998年 | 3月6日至3月15日                          | 維多利亞公園                                             | 百花齊放展新元         | 繡球花         |          |
| 13     | 1999年 | 3月12日至3月21日                         | 沙田公園                                                 | 兔躍花開展生機         | 兔子花         |          |
| 14     | 2000年 | 3月10日至3月19日                         | 維多利亞公園                                             | 花團錦簇賀千禧         | 洋鳳仙         | 492,000  |
| 15     | 2001年 | 3月9日至3月18日                          | 維多利亞公園                                             | 春花樂韻耀香江         | 秋海棠         | 547,900  |
| 16     | 2002年 | 3月8日至3月17日                          | 維多利亞公園                                             | 萬紫千紅喜迎賓         | 矮牽牛         | 560,000  |
| 17     | 2003年 | 3月7日至3月16日                          | 維多利亞公園                                             | 蘭香蝶舞笑春風         | 蝴蝶蘭         | 550,000  |
| 18     | 2004年 | 3月5日至3月14日                          | 維多利亞公園                                             | 花城頌                 | 三色堇         | 550,000  |
| 19     | 2005年 | 3月11日至3月20日                         | 維多利亞公園                                             | 春日花語               | 杜鵑花         | 460,000  |
| 20     | 2006年 | 3月3日至3月12日                          | 維多利亞公園                                             | 千嬌百媚展芳華         | 石竹           | 510,000  |
| 21     | 2007年 | 3月16日至3月25日                         | 維多利亞公園                                             | 萬花爭妍慶回歸         | 洋葵           | 520,000  |
| 22     | 2008年 | 3月14日至3月24日                         | 維多利亞公園                                             | 活力萬花迎奧運         | 太陽花         | 548,382  |
| 23     | 2009年 | 3月13日至3月22日                         | 維多利亞公園                                             | 萬花喜迎東亞運         | 秋英           | 538,107  |
| 24     | 2010年 | 3月19日至3月28日                         | 維多利亞公園                                             | 花之童話               | 富貴菊         | 538,000  |
| 25     | 2011年 | 3月11日至3月20日                         | 維多利亞公園                                             | 春花妙韻               | 報春花         | 500,000  |
| 26     | 2012年 | 3月16日至3月25日                         | 維多利亞公園                                             | 花之旅                 | 風信子         | 560,000  |
| 27     | 2013年 | 3月15日至3月24日                         | 維多利亞公園                                             | 春日萬花筒             | 石斛蘭         | 520,000  |
| 28     | 2014年 | 3月7日至3月16日                          | 維多利亞公園                                             | 花滿園．樂滿家         | 家樂花         | 550,000  |
| 29     | 2015年 | 3月20日至3月29日                         | 維多利亞公園                                             | 春．花．舞             | 跳舞蘭         | 590,000  |
| 30     | 2016年 | 3月11日至3月20日                         | 維多利亞公園                                             | 花薈藝萃               | 洋彩雀         | 530,000  |
| 31     | 2017年 | 3月10日至3月19日                         | 維多利亞公園                                             | 愛．賞花               | 玫瑰           | 670,000  |
| 32     | 2018年 | 3月16日至3月25日                         | 維多利亞公園                                             | 心花放                 | 大麗花         | 720,000  |
| 33     | 2019年 | 3月15日至3月24日                         | 維多利亞公園                                             | 大紅花說願             | 大紅花         | 630,000  |
| 不適用 | 2020年 | 實體花展因2019冠狀病毒病香港疫情而取消。 |                                                          |                        |                |          |
| 34     | 2021年 | 3月19日至4月19日                         | 實體花展因2019冠狀病毒病香港疫情而取消，並改為網上花展。 | 全城花·傳承愛          | 杜鵑花         | 不適用   |
| 不適用 | 2022年 | 實體花展因2019冠狀病毒病香港疫情而取消。 |                                                          |                        |                |          |
| 35     | 2023年 | 3月10日至3月19日                         | 維多利亞公園                                             | 繡麗綻放、幸福滿載     | 繡球花         | 700,000  |
| 36     | 2024年 | 3月15日至3月24日                         | 維多利亞公園                                             | 雀躍全城               | 香彩雀         | 650,000  |
| 37     | 2025年 | 3月14日至3月23日                         | 維多利亞公園                                             | 綻放英姿               | 秋英           |          |

## 圖集

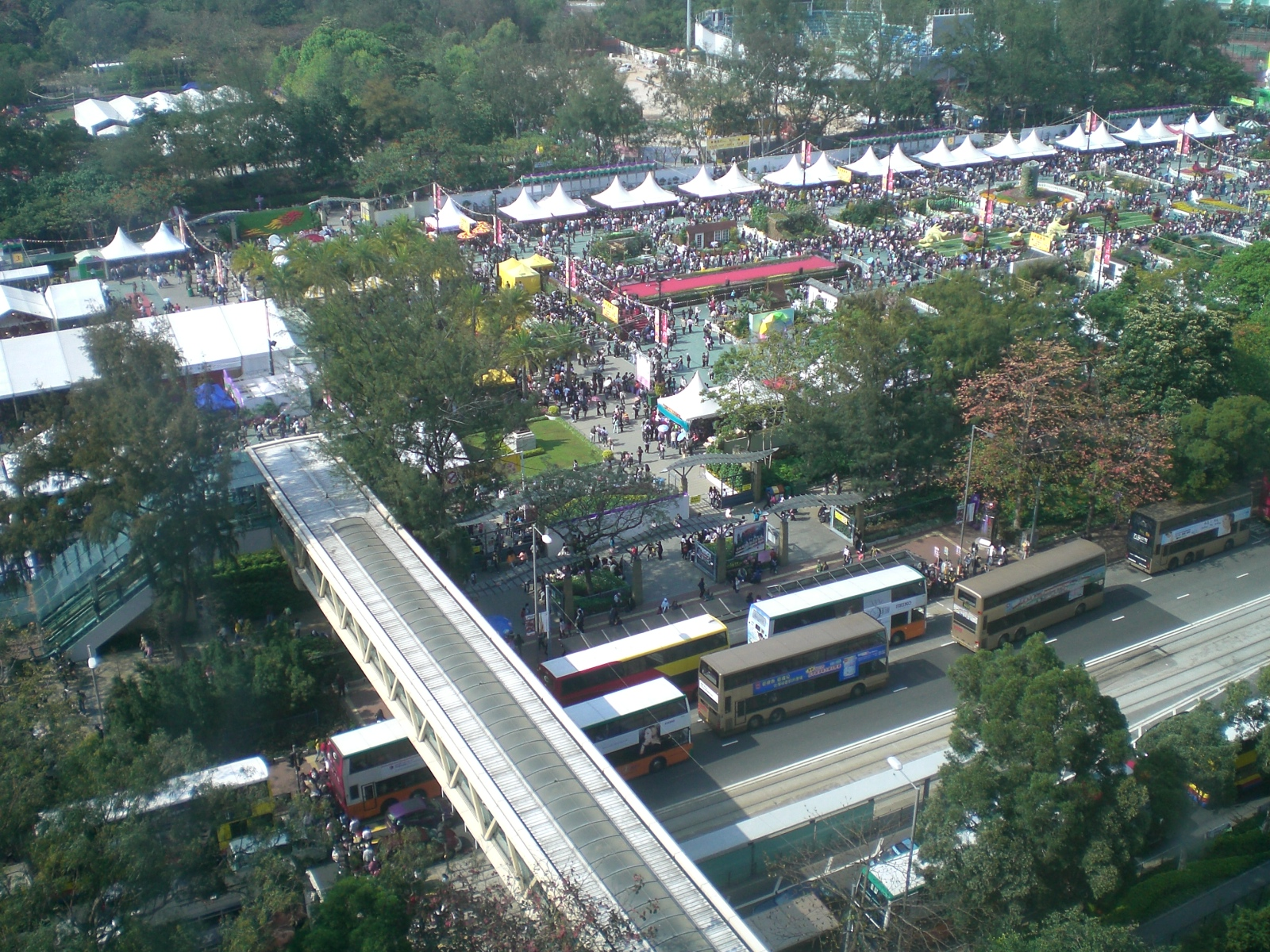
2009年香港花卉展覽鳥瞰圖
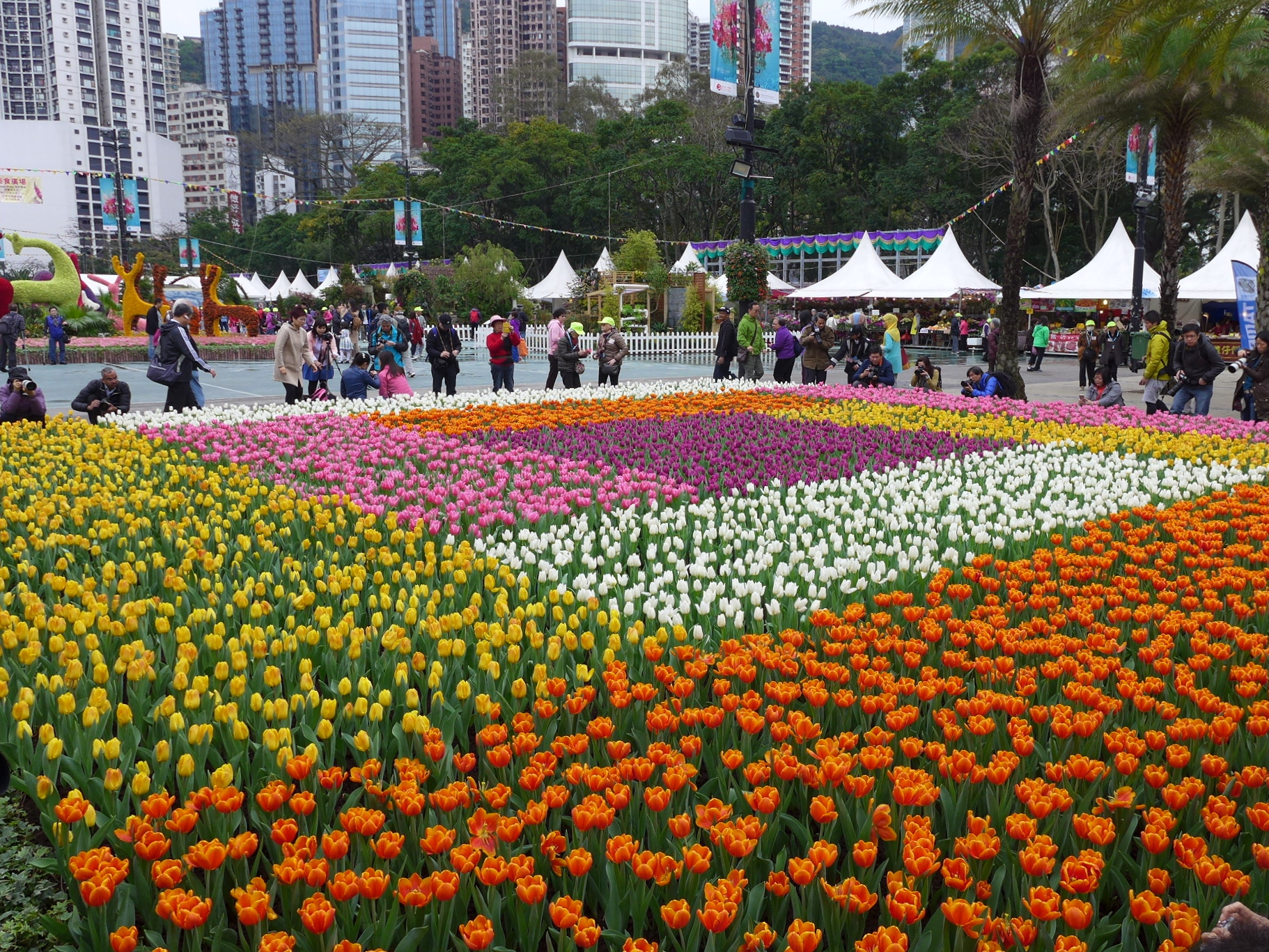
2016年花展的花海
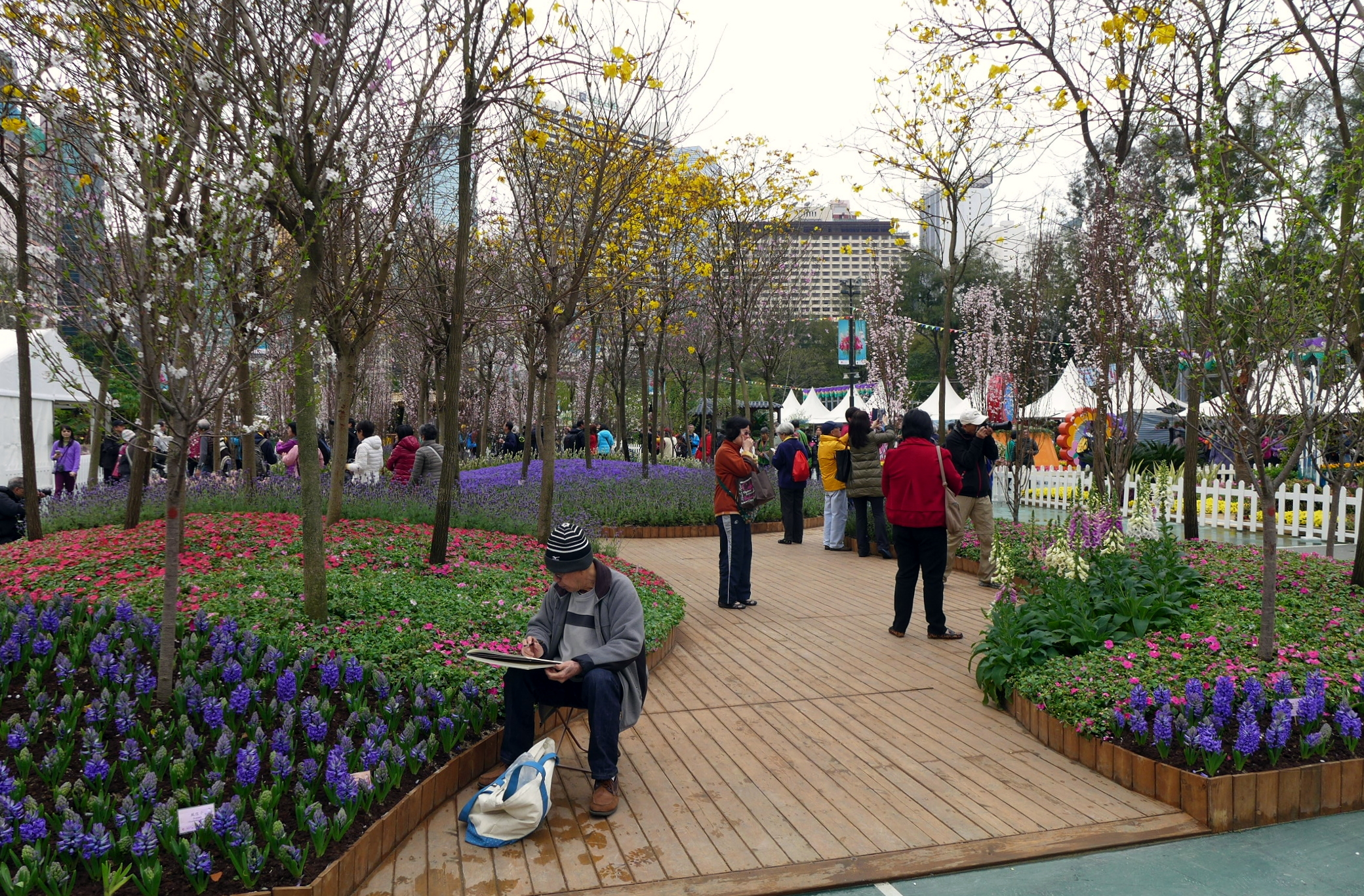
2016年花展吸引不少參觀者拍照及寫生
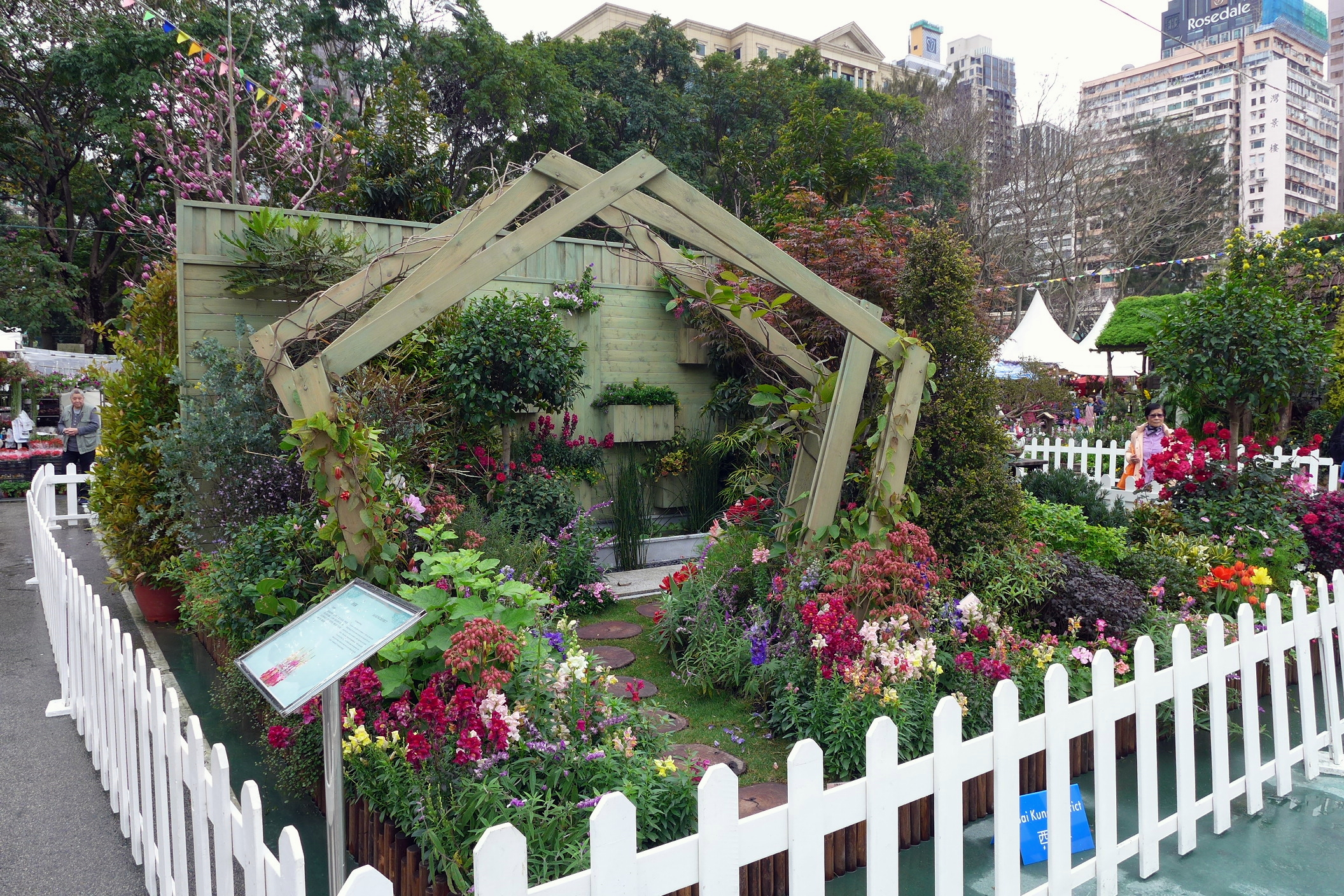
區議會亦有參與2016年花展
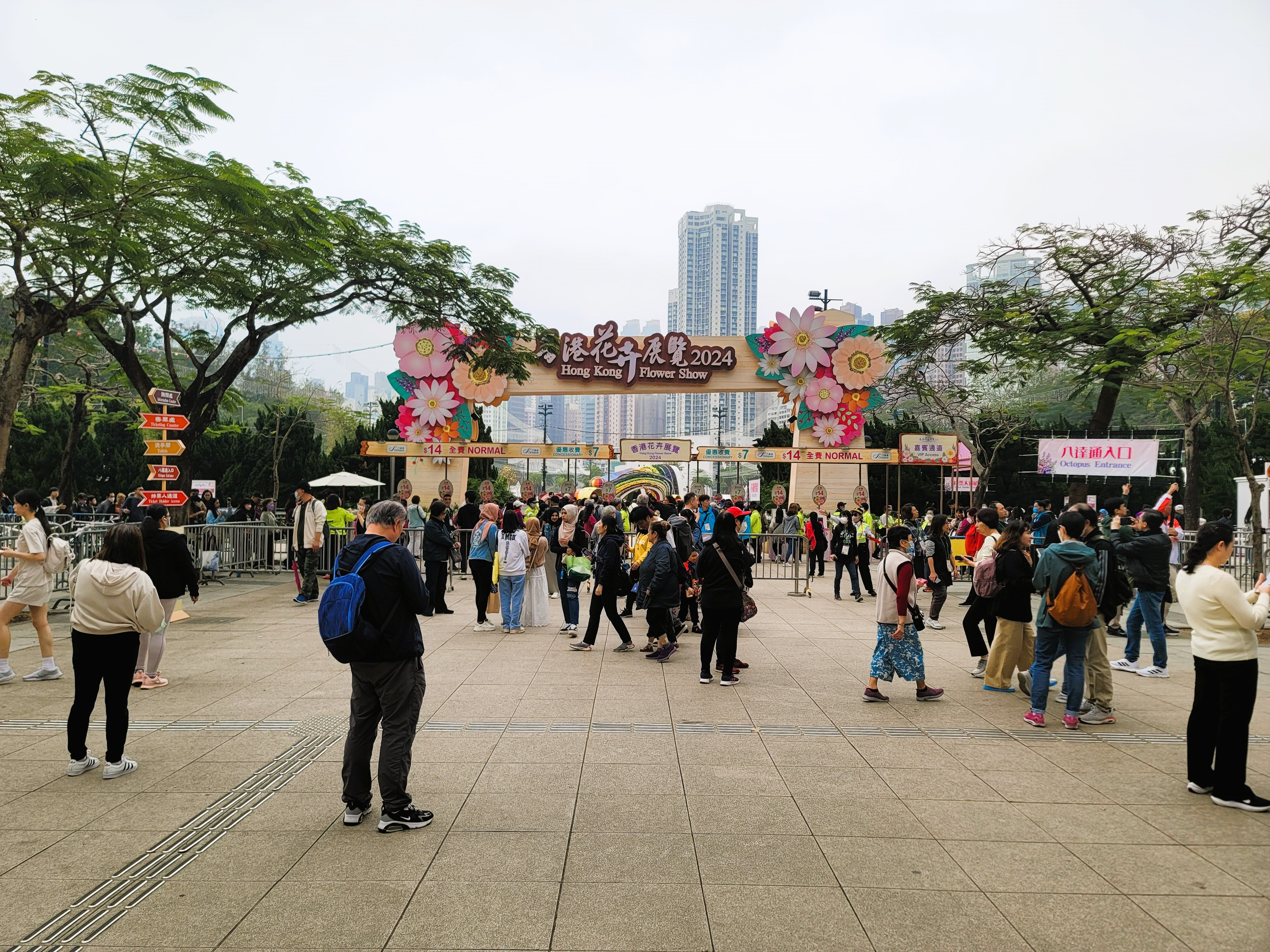
2024年香港花卉展覽正門入口
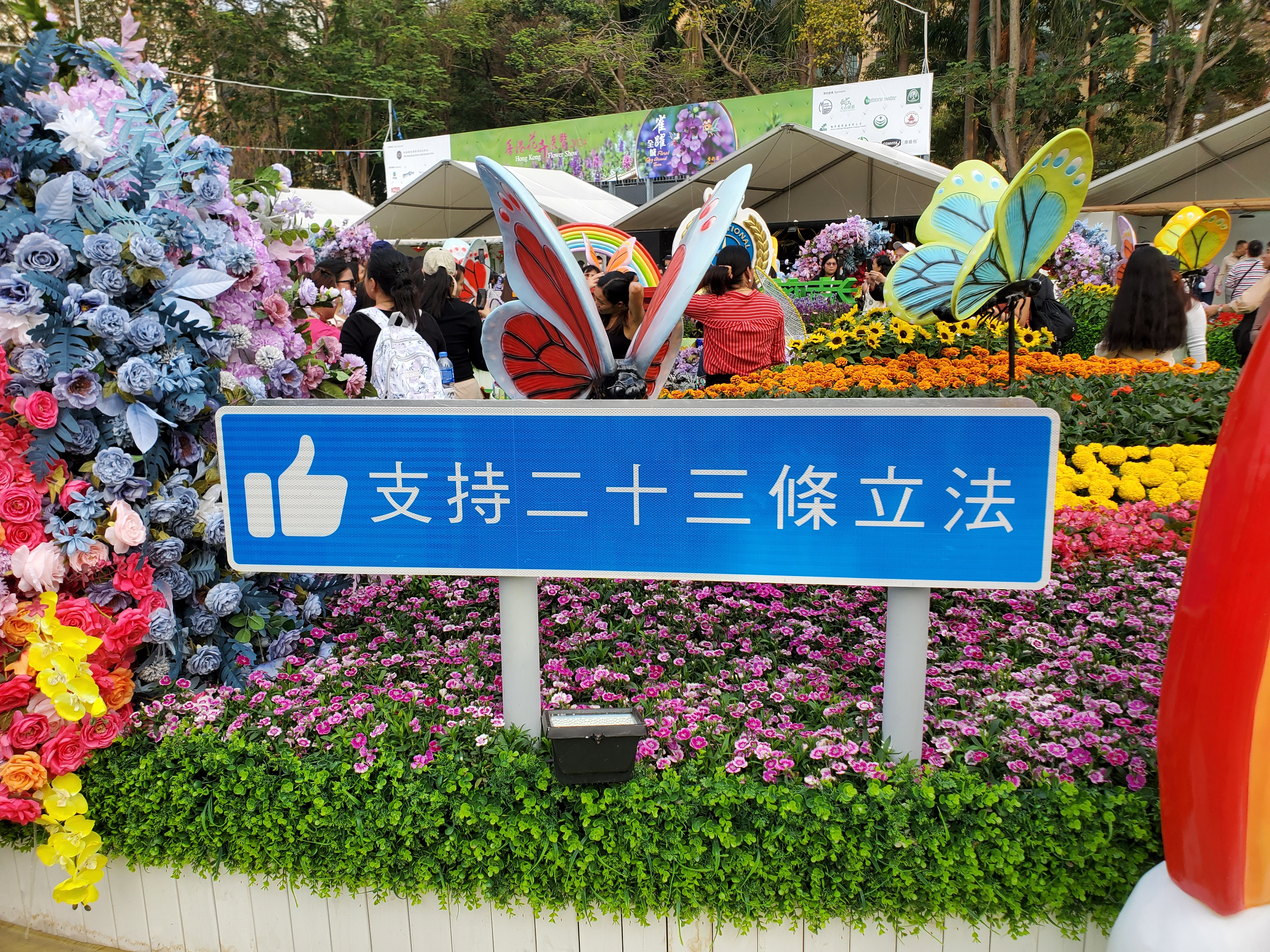
在2024年花展中的懲教署展示區內寫有「支持二十三條立法」的標語

## 比賽

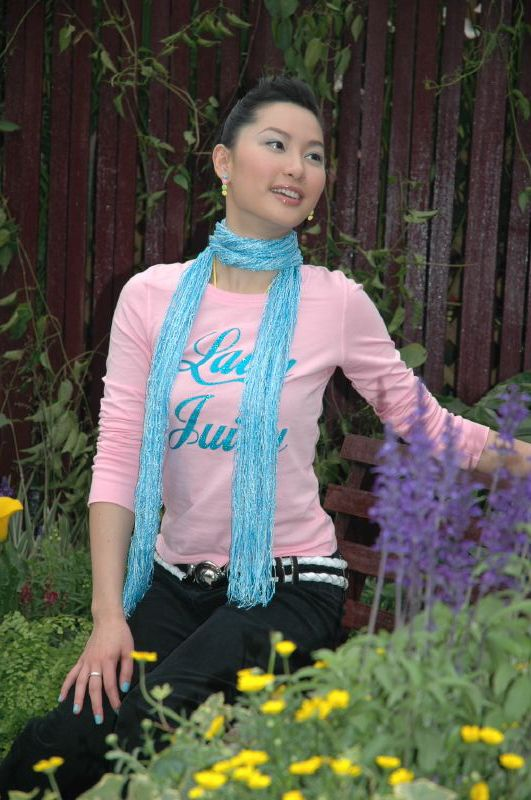
香港小姐攝影造像，圖為2004年度香港小姐競選冠軍徐子珊

展覽共舉辦了三個比賽，計有展品比賽、攝影比賽及學童繪畫比賽。

### 展品比賽
展品比賽設有公開組及學校組「全場最佳展品」及15個不同類別的優勝盃，每類設有冠、亞、季及優異獎。

### 攝影比賽
每年香港花卉展覽期間，當局康文署主辦攝影比賽，分為「花卉攝影」、「花絮攝影」及「無綫電視藝員及香港小姐造像攝影」三個組別，參賽者是公眾人士自費入場，所交參賽照片必須為當年拍攝所得，展會期間無綫電視安排藝員及香港小姐造像攝影，參加者需另行購票。

### 學童繪畫比賽
學童繪畫比賽每年由不同機構贊助，分為初小組（小一至小三）、高小組（小四至小六）、初中組（中一至中三）及高中組（中四至中六）四組，除每組設有冠、亞、季、優異獎及嘉許獎外，更有全場總冠軍大獎。

## 外部連結
- 二零零四年香港花卉展覽（康文署） （页面存档备份，存于）
- 二零零五年香港花卉展覽（康文署） （页面存档备份，存于）
- 二零零六年香港花卉展覽（康文署） （页面存档备份，存于）
- 二零零七年香港花卉展覽（康文署） （页面存档备份，存于）
- 二零零八年香港花卉展覽（康文署） （页面存档备份，存于）
- 二零零九年香港花卉展覽（康文署） （页面存档备份，存于）
- 二零一零年香港花卉展覽（康文署） （页面存档备份，存于）
- 二零一一年香港花卉展覽（康文署） （页面存档备份，存于）
- 二零一二年香港花卉展覽（康文署） （页面存档备份，存于）
- 二零一三年香港花卉展覽（康文署） （页面存档备份，存于）
- 二零一四年香港花卉展覽（康文署） （页面存档备份，存于）
- 二零一五年香港花卉展覽（康文署） （页面存档备份，存于）
- 二零一六年香港花卉展覽（康文署） （页面存档备份，存于）
- 二零一七年香港花卉展覽（康文署） （页面存档备份，存于）
- 二零一八年香港花卉展覽（康文署） （页面存档备份，存于）
- 二零一九年香港花卉展覽（康文署） （页面存档备份，存于）
- 二零二零年香港花卉展覽（康文署） （页面存档备份，存于）
- 二零二一年香港花卉展覽（康文署） （页面存档备份，存于）
- 二零二二年香港花卉展覽（康文署） （页面存档备份，存于）
- 二零二三年香港花卉展覽（康文署） （页面存档备份，存于）
- 二零二四年香港花卉展覽（康文署） （页面存档备份，存于）
- 二零二五年香港花卉展覽（康文署） （页面存档备份，存于）